# Universität von Namibia

Ingenieurwissenschaftlicher Campus Ongwediva

Die Universität von Namibia (englisch University of Namibia, meist kurz nur UNAM, selten auch Unam) ist eine von drei universitären Hochschulen in Namibia. Sie wurde 1992 gegründet und hat ihren Sitz in Windhoek-Academia. Sie hatte 2016 mehr als 25.000 Studenten.
Lehrsprache ist vorwiegend Englisch; einzelne Studiengänge werden jedoch auch in Afrikaans und auf Deutsch (Rechtswissenschaften und Wirtschaftswissenschaften) unterrichtet. Motto der Universität ist „Inspiring Minds & Shaping the Future“ (in Deutsch so viel wie: „Menschen inspirieren & die Zukunft formen“).
Die UNAM erreichte 2021 den 134. Platz (2018: 102.; 2014: 24.; 2010: 37.) der besten Universitäten in Afrika und 2022 den 16. Platz.

## Organisation
Der Universität steht ein Kanzler vor. Dieses Amt nahm seit 1992 der ehemalige namibische Präsident Sam Nujoma wahr, der es im November 2011 an seinen Nachfolger Hifikepunye Pohamba abgab. Seit Februar 2018 ist Nangolo Mbumba Kanzler. Geleitet wird die Universität vom Vizekanzler. 2008 lernten 8.361 Studenten an der UNAM, 2009 waren es 13.000, davon 2.077 im Fernstudium. 2011 waren bereits über 16.000 Studenten an der UNAM eingeschrieben, 2016 mehr als 25.000.

## Campus und Fakultäten/Schulen
Seit 2021 gibt es an der UNAM nur noch vier Fakultäten mit einzelnen Schulen. Zuvor war die UNAM in neun Fakultäten/Zentren organisiert. Die UNAM verteilt sich auf zwölf Campus landesweit:
- Hauptcampus (Windhoek-Pionierspark)
- Hage Geingob (Windhoek-West)
- Hifikepunye Pohamba (Ongwediva)
- José Eduardo dos Santos (Ongwediva)
- Katima Mulilo (Katima Mulilo)
- Khomasdal (Windhoek-Khomasdal)
- Neudamm (östlich von Windhoek)
- Ogongo (Ogongo)
- Oshakati (Oshakati)
- Rundu (Rundu)
- Sam Nujoma (Henties Bay)
- Southern (Keetmanshoop)

| Fakultät                                      | Zentrum | Campus (Ort) | Studenten 2018 |
| --------------------------------------------- | --- | ------------ | -------------- |
| Landwirtschaft/Ingenieur-/Naturwissenschaften | |              |                |
| Landwirtschaft Fischerei                      | Hauptcampus Neudamm Katima Mulilo Ogongo Sam Nujoma                                                         | 6616         |                |
| Ingenieurwissenschaften Erbaute Umwelt        | Hauptcampus José Eduardo dos Santos Katima Mulilo                                                           |              |                |
| Militärwissenschaften                         | Hauptcampus Katima Mulilo                                                                                   |              |                |
| Wissenschaften                                | Hauptcampus Neudamm Hifikepunye Pohamba Katima Mulilo Ogongo Oshakati Campus (Oshakati) Sam Nujoma Southern |              |                |
| Wirtschaft/Management/Rechtswissenschaften    | |              |                |
| Buchhaltung                                   | Rundu | 6861         |                |
| Management Unternehmensführung Wirtschaft     | Rundu Southern                                                                                              | 6861         |                |
| Rechtswissenschaften                          | Rundu | 6861         |                |
| Namibia Business School                       | Rundu Campus                                                                                                | 6861         |                |
| Bildung/Humanwissenschaften                   | |              |                |
| Bildungswissenschaften                        | Hifikepunye Pohamba Katima Mulilo Khomasdal Rundu Southern                                                  | 13.217       |                |
| Humanwissenschaften Gemeinschaft Entwicklung  | Hifikepunye Pohamba Katima Mulilo Oshakati Rundu                                                            | 13.217       |                |
| Gesundheit/Veterinärmedizin                   | |              |                |
| Gesundheitsverwandte Berufe                   | Hage Geingob Neudamm Rundu                                                                                  | 2509         |                |
| Zahnmedizin                                   | Hage Geingob Rundu                                                                                          | 2509         |                |
| Medizin                                       | Hage Geingob Oshakati Rundu                                                                                 | 2509         |                |
| Pflegeberufe Öffentliche Gesundheit           | Oshakati Rundu Southern                                                                                     | 2509         |                |
| Pharmazie                                     | Hage Geingob Rundu                                                                                          | 2509         |                |
| Veterinärmedizin                              | Neudamm br />Ogongo Rundu                                                                                   | 2509         |                |

## Hochschulpartnerschaften
Die Universität von Namibia kooperiert mit mehreren deutschen Universitäten, insbesondere mit ökologischen und anderen naturwissenschaftlichen Fachbereichen. Partner sind u. a. die Universität Bremen, die Ruhr-Universität Bochum, die Humboldt-Universität zu Berlin sowie das Max-Planck-Institut für Kernphysik in Heidelberg.
Mit der Universität Duisburg-Essen unterhält die UNAM seit 2008 eine Kooperation im Bereich Linguistik, Literaturwissenschaft und Niederlandistik.

## Sport
Die Studenten der UNAM sind in verschiedenen Sportarten engagiert. UNAM FC spielt in der höchsten namibischen Fußballliga, der Namibia Premier League. Die Mannschaften UNAM Basketball im namibischen Basketball und UNAM Field Hockey im Hockey waren mehrfach namibischer Meister.

## Sex-Skandal 2011/12
Am 3. Mai 2012 deckte die Anti-Corruption Commission auf, dass mehrere Dozenten der UNAM Studentinnen im Austausch gegen sexuelle Dienstleistungen bessere Noten ausstellten, was einen akademischen Betrug höchsten Grades darstellt, ganz abgesehen vom Tatbestand des sexuellen Missbrauchs von Schutzbefohlenen.
Derartige Gerüchte wurden bereits seit August 2011 mit der Universität in Verbindung gebracht, bevor sie letztendlich durch die Übermittlung einschlägiger SMS zwischen einem Dozenten und einer Studentin an die Anti-Corruption Commission bewiesen werden konnten. So kritisierte die namibische Oppositionspartei RDP die Vorkommnisse an der UNAM bereits am 6. September 2011 aufs Schärfste und bezeichnete die Universität dabei als „akademisches Bordell“. Am 7. September gab die namibische Tageszeitung The Namibian bekannt, dass dem UNAM-Management die Vorkommnisse seit jeher bekannt sein würden. Daraufhin kam es zu ersten, UNAM-internen Ermittlungen, welche im Dezember 2011 ergebnislos eingestellt wurden.
Nach der offensichtlichen Aufdeckung des Skandals durch die Anti-Corruption-Commission im Mai 2012 setzte die UNAM erneut interne Untersuchungen in Gang und kam, wie bereits 2011, zu dem Ergebnis, dass keiner ihrer Dozenten in den Skandal verwickelt sein würde. Die Anti Corruption Commission kam parallel hierzu jedoch zu einem ganz anderen Ergebnis und verlautbarte, dass zahlreiche Dozenten in den Sex-Skandal verwickelt sein würden. Daraufhin kündigte der stellvertretende namibische Bildungsminister David Namwandi am 14. Mai 2012 eine Krisensitzung mit dem Management der Universität an und stellte klar, dass die Anti-Corruption-Commission uneingeschränkt mit der Aufklärung des Falles betraut werden würde.